# Dacicus

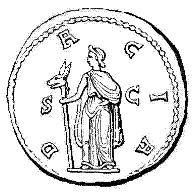
Personifikacja Dacji na monecie Trajana Decjusza (przerys)

Dacicus (łac. Dacki) – przydomek cesarzy rzymskich chwalebnie upamiętniający ich zwycięstwa nad Dakami.
Jako pierwsi z panujących używali go Trajan i Hadrian po militarnych sukcesach odniesionych w Dacji, uprawnieni przez Senat do stosowania go w oficjalnych inskrypcjach – również na monetach z tego okresu. Łączy się z umieszczaniem odtąd na ich rewersie personifikacji Dacji jako rzymskiej prowincji, zazwyczaj wyobrażanej w postaci kobiety ze znakiem (laską) zakończonym oślą głową (aluzyjne znaczenie tego symbolu pozostaje niejasne).
Mimo późniejszych kampanii toczonych przez Rzymian na tym terytorium, sam tytuł u cesarzy nie występuje, natomiast takie wyobrażenie Dacji na monetach z mennic cesarskich spotykane jest jeszcze w ciągu III wieku. Jako ostatnie znane są podobne emisje Trajana Decjusza przed ostatecznym wycofaniem wojsk i ewakuacją tej prowincji przez Aureliana w 271 r. 